# 2.5次元

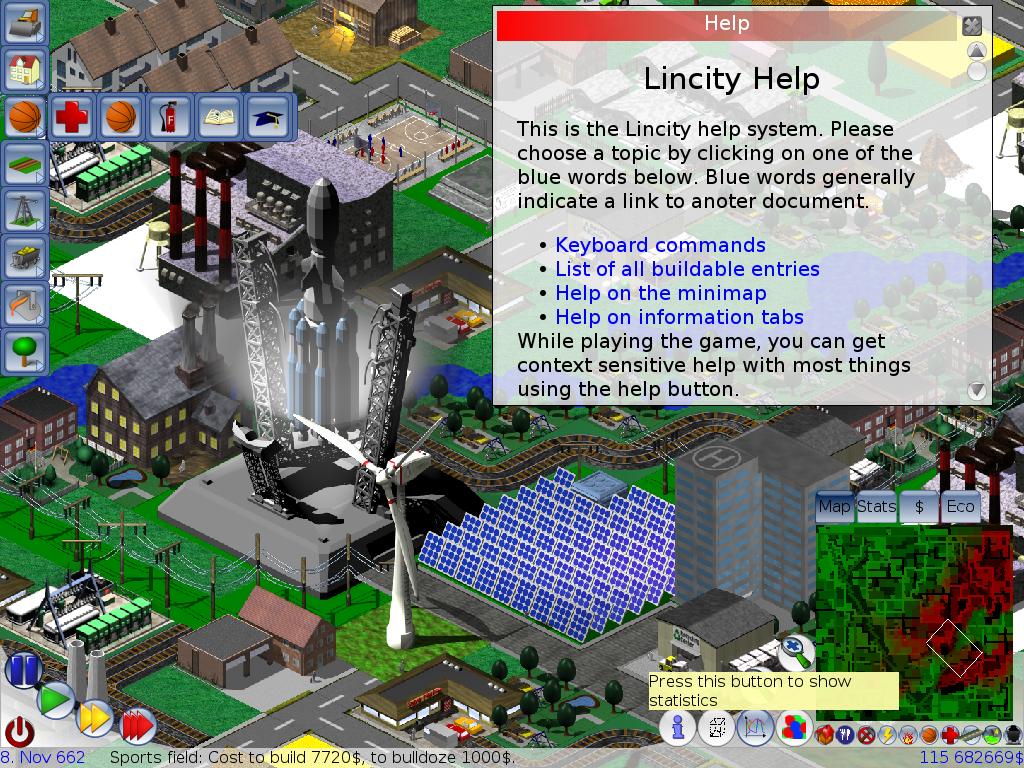
シムシティ風のフリーゲーム「Lincity」の画面。見かけ上は3Dだが、実際は奥行き情報を持たない等軸測投影法で描かれた2Dのグラフィックが使用されている2.5Dのゲームである

2.5次元（にてんごじげん）は、物体の3次元的形状を、1つの方向から見える範囲で表したもの。2次元と3次元の中間という意味でこう呼ばれる。ただし、端数の0.5という値に正確な意味合いがあるわけではない。物体の裏側や内部に関する情報がないことで、3次元と区別される。
通常、2次元データに追加情報を付加した形で表される。奥行きを追加した距離画像が代表的だが、他にも法線ベクトルの向きを追加した法線マップなどがある。2次元座標に奥行き（高さ）情報を付加することを、掃引という。
建築・機械の設計などでは、人体・動物などのモデリングのように複雑な形状などを必要としない場合がある。こうした分野で用いられるCADソフトウェアには、2.5次元によって立体物を扱えるものが多い。
地理情報システム（GIS）の分野では、等高線で扱える起伏をもった地形を2.5次元という。トンネルやオーバーハングは扱えない。

## その他の2.5次元
ハウスドルフ次元や相似次元は、フラクタル図形に対しては整数とは限らず、2.5次元になることもありうる（→メンガーのスポンジ）。ただし、フラクタル図形の次元は典型的には無理数である。
コンピュータゲームにおいて、映像表現に3次元コンピュータグラフィックスを使用しているにもかかわらずゲームの展開が2次元（例えば上下左右に移動できるが奥行きの概念がゲームに影響しない場合）であるものを2.5次元と呼ぶ事がある。
2次元（アニメなどのキャラクター）と3次元（実在する人物）の中間という意味で、キャラクターの模型や着ぐるみ、コスプレ、アイドル声優、これを舞台などで演じる男優・女優などを2.5次元と呼ぶ。なお、恋愛シミュレーションゲームなど、顔を3D化して本物のような顔の動きをさせるモーションポートレートを使ったキャラクターやゲームを2.5次元と誤用されることもある。